# Michael Mann
Michael Kenneth Mann (Chicago, 5 februari 1943) is een Amerikaans filmregisseur, scenarioschrijver en producent.

## Biografie
Michael Mann studeerde af in het Verenigd Koninkrijk, in London's International Film School. Na zeven jaren in Engeland trok hij terug naar de Verenigde Staten waar hij begon als scenarioschrijver voor enkele televisieseries. Zo schreef hij afleveringen voor o.a. Police Story en Starsky and Hutch. Later stond hij ook zelf achter de camera en in 1979 regisseerde hij de televisiefilm The Jericho Mile.
Zijn grote debuut kwam er pas in 1981 met de misdaadfilm Thief met James Caan in de hoofdrol. Enkele jaren later maakte Mann de horrorfilm The Keep. Ondanks enkele grote namen in de acteurs, Gabriel Byrne en Ian McKellen, werd The Keep een enorme flop.
Ondertussen bleef de regisseur ook erg actief in de televisiewereld, waar hij aan de slag ging als schrijver en producer. In de jaren 1980 werd hij producer van de serie Crime Story maar echt bekend werd hij als het brein achter het succesvolle Miami Vice. De serie rond enkele undercoveragenten in Miami werd in feite bedacht door Anthony Yerkovich, maar Mann was producer van de show en stond garant voor de unieke stijl. De acteurs Don Johnson en Philip Michael Thomas werden sterren door de serie.
In 1986 regisseerde Mann, drie jaar na zijn laatste film, de thriller Manhunter met William Petersen in de hoofdrol. De film was gebaseerd op het boek Red Dragon van Thomas Harris. Brian Cox kroop in de huid van de seriemoordenaar Hannibal Lecter, die in de latere verfilmingen van Harris' boeken bekend werd door de vertolkingen van Anthony Hopkins.
Mann slaagde er steeds meer in om zijn films een eigen identiteit mee te geven en werd al gauw bekend om zijn gedetailleerde aanpak. Mann was vaak zowel schrijver, regisseur als producer van zijn films.
In 1992 won zijn film The Last of the Mohicans, met Daniel Day-Lewis in de hoofdrol, een Oscar voor Beste Geluid.
Drie jaar later, in 1995, regisseerde Mann de misdaadfilm Heat. De film was een remake van L.A. Takedown, een televisiefilm die hij in 1989 maakte. Door een toename van het budget creëerde hij meer mogelijkheden. De hoofdpersonages werden vertolkt door Robert De Niro en Al Pacino. Met Pacino werkte hij ook samen aan zijn volgende film, The Insider. Russell Crowe speelde aan de zijde van Pacino en de film werd genomineerd voor zeven Oscars.
In 2001 schreef hij samen met Eric Roth het scenario voor Ali, een biografische film rond het leven van bokslegende Muhammad Ali. Ondanks twee Oscar-nominaties werd Ali geen groot succes, in tegenstelling tot Collateral, die hij in 2004 maakte. Mann regisseerde regisseerde Collateral en kon naast Jamie Foxx, die ook meespeelde in Ali, ook op Tom Cruise rekenen.
Mann zelf werd in 2004 genomineerd voor een Oscar als producer voor de film The Aviator in de categorie Beste Film.
Michael Mann bleef in het misdaadgenre en besloot op aanraden van Jamie Foxx om een film te maken van Miami Vice, de serie die Mann in de jaren 1980 zijn status gaf. Naast Foxx, die ondertussen een Oscar had gewonnen voor zijn rol in Ray, werd ook Colin Farrell aan de acteurs toegevoegd.
Mann besloot een hedendaagse versie van de politieserie. De zonnige parelwitte stranden uit de serie werden dan ook vervangen door duisternis en donderwolken. De film werd met gemengde gevoelens ontvangen.
In juli 2009 ging Public Enemies, een film over het leven van de beruchte gangster John Dillinger, in première. Ook ditmaal waren de kritieken erg uiteenlopend. Mann filmde Public Enemies volledig digitaal en dat leverde een kleine controverse op. Daar waar sommigen de techniek prezen, vonden anderen het ontoepasselijk voor een film met een jaren 30 setting. Mann zelf liet wel weten dat ook in de toekomst zijn films digitaal zullen worden opgenomen. Public Enemies is trouwens niet de eerste film waarin Mann gebruik maakte van digitaal filmen. Ook voor Ali, Collateral en Miami Vice deed de regisseur dat.
In 2010 raakte bekend dat Mann de pilot van de televisieserie Luck zal regisseren.

## Filmografie

### Film
| Jaar | Titel                    | Regisseur | Scenarist | Producent |
| ---- | ------------------------ | --------- | --------- | --------- |
| 1978 | Straight Time            |           |           |           |
| 1981 | Thief                    |           |           |           |
| 1983 | The Keep                 |           |           |           |
| 1986 | Manhunter                |           |           |           |
| 1992 | The Last of the Mohicans |           |           |           |
| 1995 | Heat                     |           |           |           |
| 1999 | The Insider              |           |           |           |
| 2001 | Ali                      |           |           |           |
| 2004 | Collateral               |           |           |           |
| 2004 | The Aviator              |           |           |           |
| 2006 | Miami Vice               |           |           |           |
| 2007 | The Kingdom              |           |           |           |
| 2008 | Hancock                  |           |           |           |
| 2009 | Public Enemies           |           |           |           |
| 2011 | Texas Killing Fields     |           |           |           |
| 2015 | Blackhat                 |           |           |           |
| 2023 | Ferrari                  |           |           |           |

### Televisie
| Jaar      | Titel                         | Regisseur | Scenarist | Uitvoerend producent |
| --------- | ----------------------------- | --------- | --------- | -------------------- |
| 1975–1977 | Starsky and Hutch             |           |           |                      |
| 1976      | Bronk                         |           |           |                      |
| 1976      | Gibbsville                    |           |           |                      |
| 1976–1978 | Police Story                  |           |           |                      |
| 1977      | Police Woman                  |           |           |                      |
| 1978–1981 | Vega$                         |           |           |                      |
| 1979      | The Jericho Mile (tv-film)    |           |           |                      |
| 1980      | Swan Song (tv-film)           |           |           |                      |
| 1984–1989 | Miami Vice                    |           |           |                      |
| 1986–1988 | Crime Story                   |           |           |                      |
| 1989      | L.A. Takedown (tv-film)       |           |           |                      |
| 1990      | Drug Wars: The Camarena Story |           |           |                      |
| 1992      | Drug Wars: The Cocaine Cartel |           |           |                      |
| 2002–2003 | Robbery Homicide Division     |           |           |                      |
| 2011–2012 | Luck                          |           |           |                      |
| 2012      | Witness                       |           |           |                      |